# Maks Kocbek
Maks Kocbek, slovenski inženir strojništva in gospodarstvenik, * 1. maj 1933, Zgornja Velka, † november 2023
Leta 1962 je v Mariboru končal Višjo tehniško šolo. Sprva je bil zaposlen v Tovarni avtomobilov Maribor in v letih 1954-56 v  Tovarni poljedelskih strojev v Mariboru, v letih 1956−86 pa v tovarni papirja Paloma v Sladkem Vrhu kjer je delal na različnih delovnih mestih, od leta 1971 dalje kot generalni direktor. Tvorno je sodeloval pri modernizaciji tovarne, ki je v tem obdobju podvojila proizvodnjo. Leta 1986 pa je prevzel vodstvo podjetja Hago v Celovcu. Za uspešno delo v gospodarstvu je leta 1985 prejel Kraigherjevo nagrado.